# Bandera del Bierzo

Bandera del Bierzo

La bandera del Bierzo fue aprobada el 14 de abril de 2000. Representa a la comarca del Bierzo, en la provincia de León, Castilla y León, España.
Aunque no hay constancia documental de la existencia de una bandera del Bierzo como tal, previa aprobación de la actual, el informe presentado por el historiador cacabelense José Antonio Balboa de Paz identificaba dos antecedentes históricos:
1. La bandera del Partido del Bierzo (rectangular, dividida diagonalmente desde la parte inferior al asta hacia la parte superior al batiente en dos triángulos, uno blanco arriba y otro azul abajo).
2. Un pendón de lanzas con la cruz de San Andrés, las figuras de un castillo y un león a cada lado y una estampa de la Virgen de La Encina en tela. Este pendón, hoy conservado en el Museo de los Ejércitos en Madrid, fue la insignia del Batallón de Tiradores del Bierzo durante la guerra de Independencia .

De entre aquellas, la bandera bercianista se había popularizado en las décadas anteriores como bandera no oficial, pero no había un acuerdo  al considerarse esta asociada a un partido político. Como alternativa, el autor presentó una tercera opción basada en el pendón de lanzas que era rectangular, blanca y con la cruz de San Andrés de cantón a cantón.

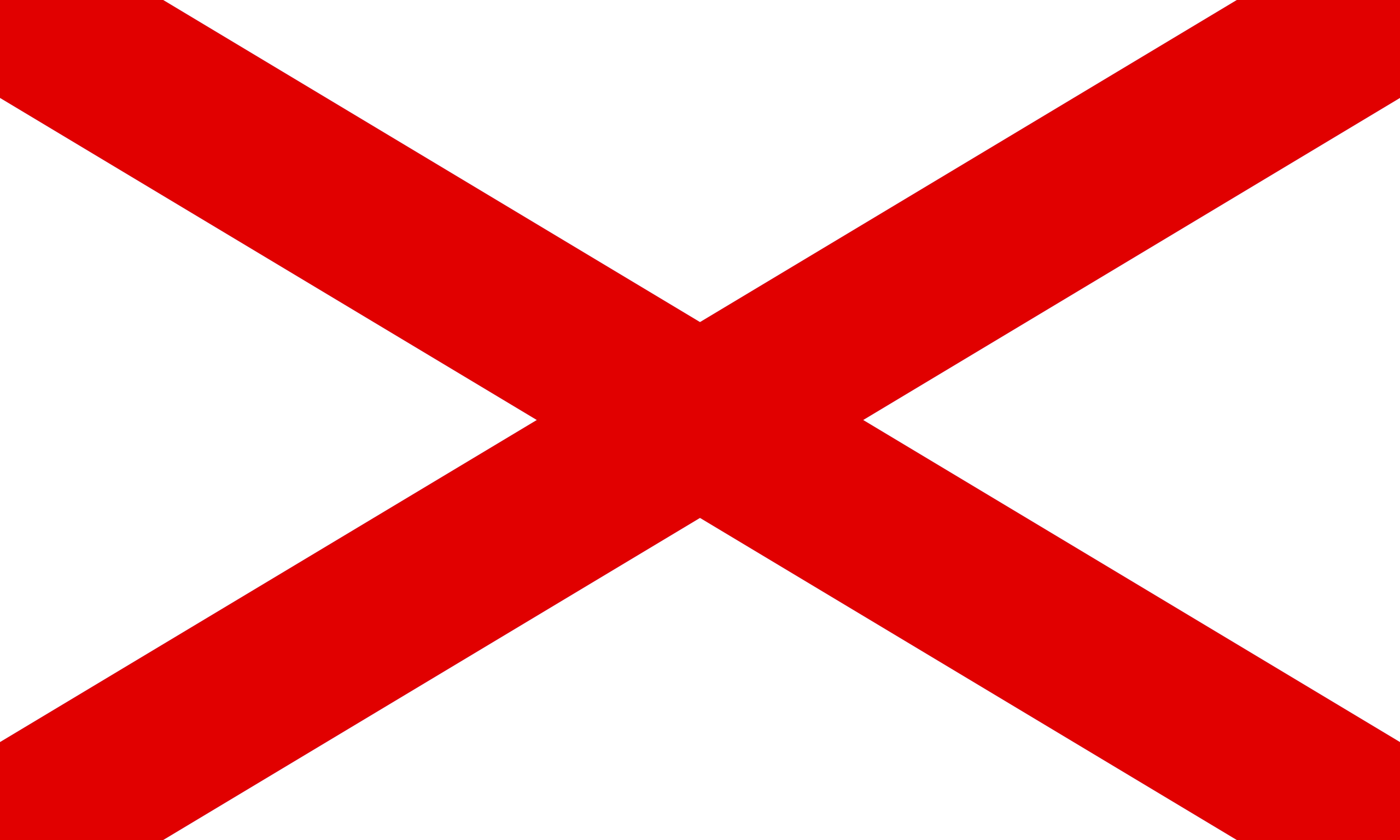
Bandera tradicional del Bierzo, con la cruz de san Andrés de color rojo

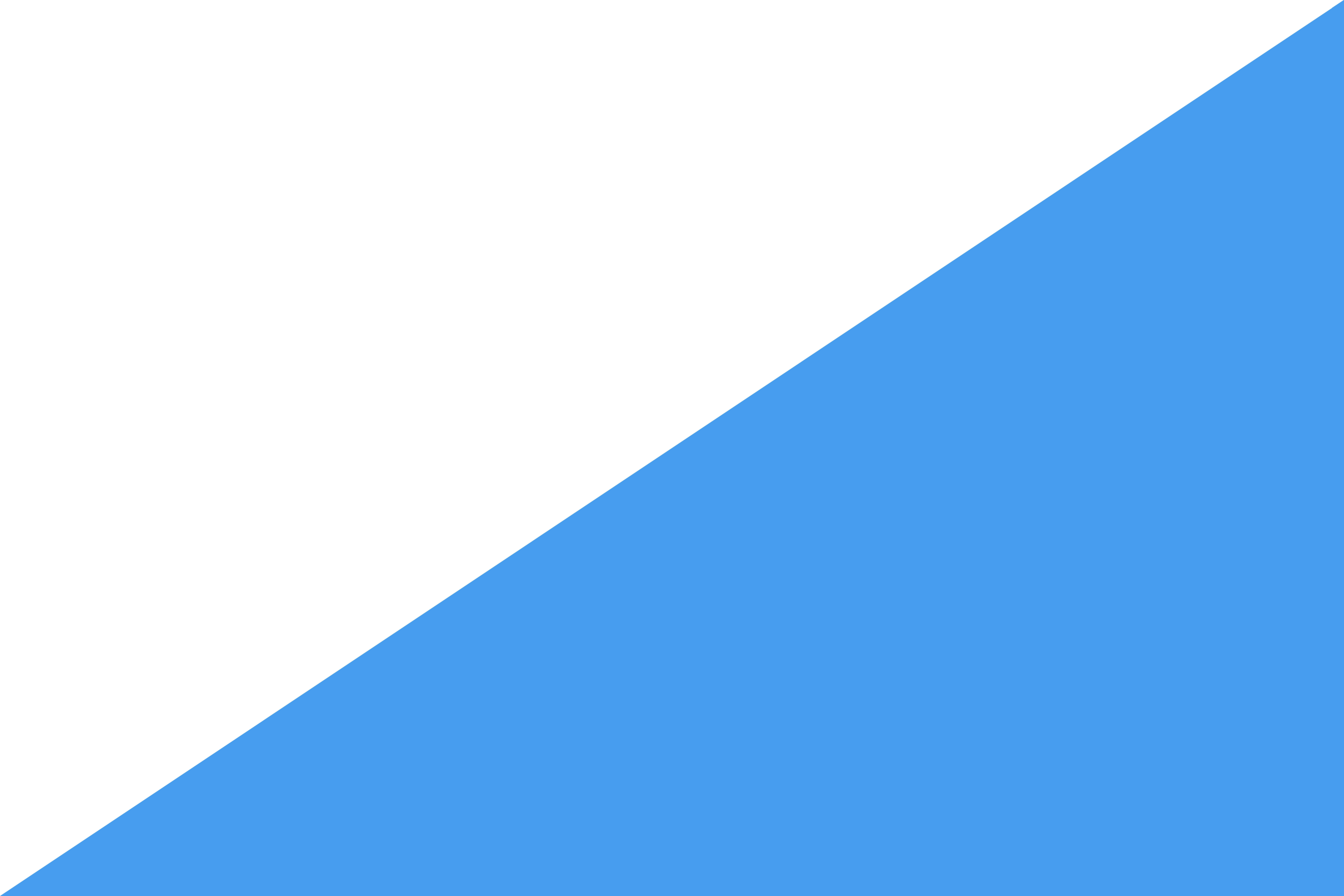
Bandera bercianista de carácter reivindicativo, considerada bandera oficiosa de la comarca entre 1979 y 2000

Tras un largo y arduo debate que se extendió fuera de los cauces políticos y administrativos llegando a los medios de comunicación y a la sociedad berciana en general, el Consejo Comarcal aprobó un diseño de consenso que integra la cruz de san Andrés sobre la bandera bercianista. En el centro de la bandera se sitúa el escudo del Bierzo, diseñado por José Antonio Balboa de Paz. Si bien al principio surgió cierta polémica, con el tiempo la bandera del Bierzo ha sido masivamente  aceptada, siendo actualmente uno de los símbolos más reconocidos del Bierzo, conociéndosela popularmente como bandera cruzada o cruceira.

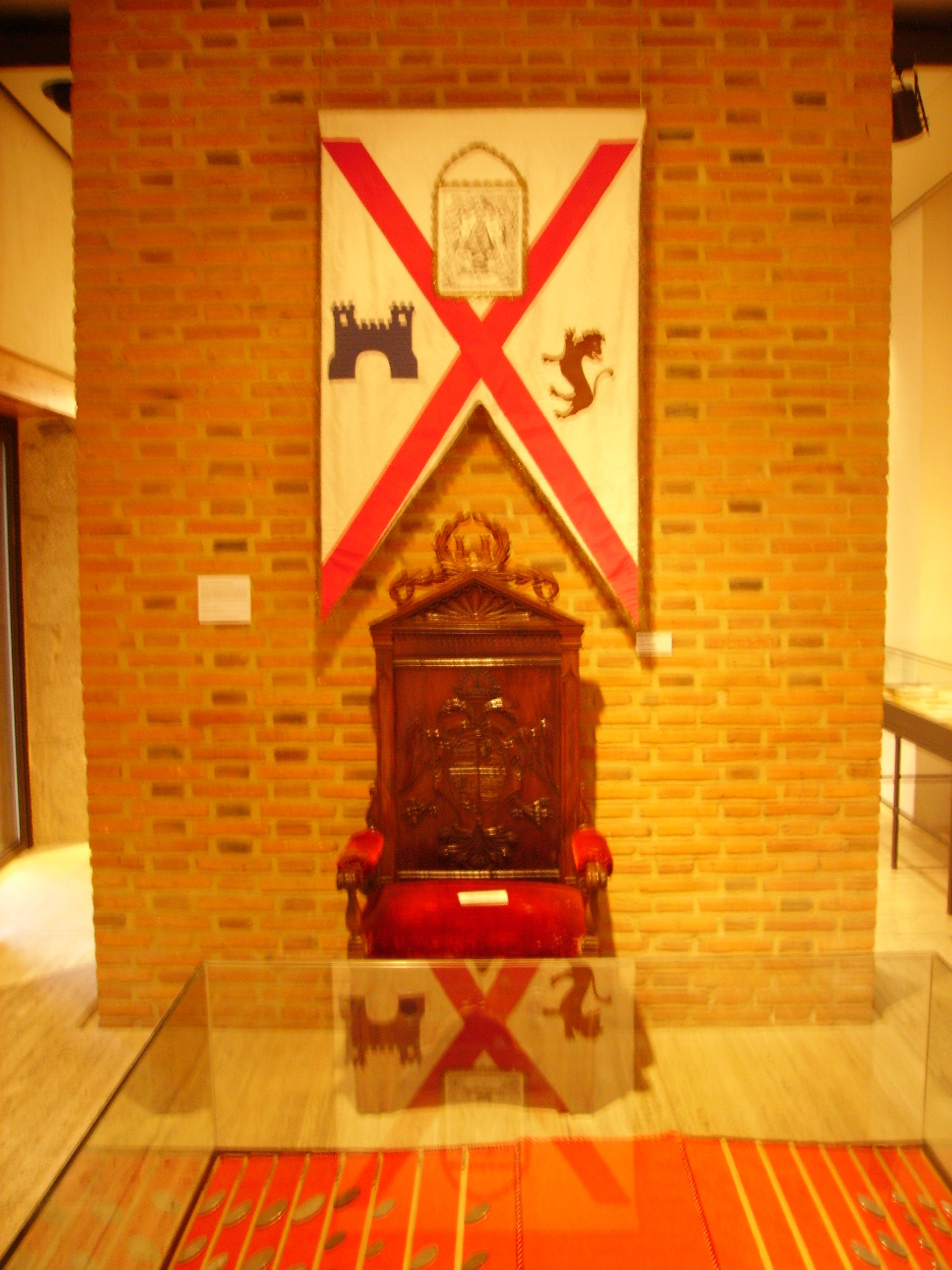
Pendón de lanzas con la Cruz de San Andrés. Inspiración de la actual bandera del Bierzo. En la imagen, réplica del original en el Museo del Bierzo, Ponferrada

El diseño del escudo también sufrió varias polémicas, criticándose el coste del diseño y el propio diseño por varios motivos, presentándose una alternativa similar que además contaba con dos vieiras a izquierda y derecha dentro del borde del escudo simbolizando el recorrido del Camino de Santiago que cruza El Bierzo de este a oeste, esta alternativa también tenía pequeñas diferencias en el color y la corona.[cita requerida]